# Варшавская речь Александра I
Варшавская речь Александра I — речь, которую произнёс в Варшаве российский император и польский король Александр I 15 (27) марта 1818 года при открытии сейма Царства Польского. Была произнесена по-французски и опубликована в русском переводе в газете «Северная почта» (№ 26 за 1818 год). 
В этой речи император, в частности, сказал:

Образование (organisation), существовавшее в вашем крае, дозволяло мне ввести немедленно то [правление], которое я вам даровал, руководствуясь правилами законно-свободных учреждений, бывших непрестанно предметом моих помышлений, и которых спасительное влияние надеюсь я, при помощи Божией, распространить и на все страны, Провидением попечению моему вверенные. Таким образом, вы мне подали средство явить моему Отечеству то, что я уже с давних лет ему приуготовляю и чем оно воспользуется, когда начала столь важного дела достигнут надлежащей зрелости.

Эта речь, как указывает великий князь Николай Михайлович, изучивший недоступную до того переписку, была вдохновлена Родионом Кошелевым, с которым император тщательно обсудил её заранее.
Речь произвела большое впечатление на образованное русское общество, причем отношение к ней было разным: одни испугались будущих перемен, другие были оскорблены тем, что конституцию получили поляки, которые только недавно воевали на стороне Наполеона, третьи горячо приветствовали начинания императора и с нетерпением ожидали введения конституционного правления и в России. 
Так, Н. М. Карамзин писал: «Варшавские речи сильно отозвались в молодых сердцах: спят и видят конституцию». Граф Ф. В. Ростопчин писал графу С. Р. Воронцову: «Речь Императора в Варшаве, её явные предпочтения полякам и заносчивость этих последних взбудоражили общество; молодые люди просят у него конституции <…> В качестве [предпосылки] конституции рассматривается свобода крестьян, чего не желает дворянство. Оно не захочет ограничить свою власть и оказаться в царстве справедливости и разума». П. А. Вяземский писал А. И. Тургеневу: «Пустословия тут искать нельзя: он говорил от души или с умыслом дурачил свет… Можно будет и припомнить ему, если он забудет». А. А. Закревский писал П. Д. Киселёву: Речь Государя, на Сейме говоренная, прекрасная, но последствия [для] России могут быть ужаснейшие, что ты из смысла оной легко усмотришь».
Позднее декабристы в своих показаниях на следствии много говорили о варшавской речи Александра I.
Так, по словам Бурцова, речь эта, «в коей изложено было высочайшее намерение распространить со временем и на Россию подобное образование гражданского управления», «много» усилила «общее стремление к снисканию сведений», которые «могли быть употребленными в исполнении общественных обязанностей». Пестель, «воздействуя» на только что вступивших в общество заговорщиков, тоже призывал их «постигнуть» «речь, произнесенную в Варшаве к представителям народным». Никита Муравьев показывал, что «свободный образ мыслей» утвердился в нем благодаря речи «покойного государя императора к Сейму Царства Польского, в коей он объявлял свое намерение ввести представительное правление в Россию». 